# Ursel Schlicht

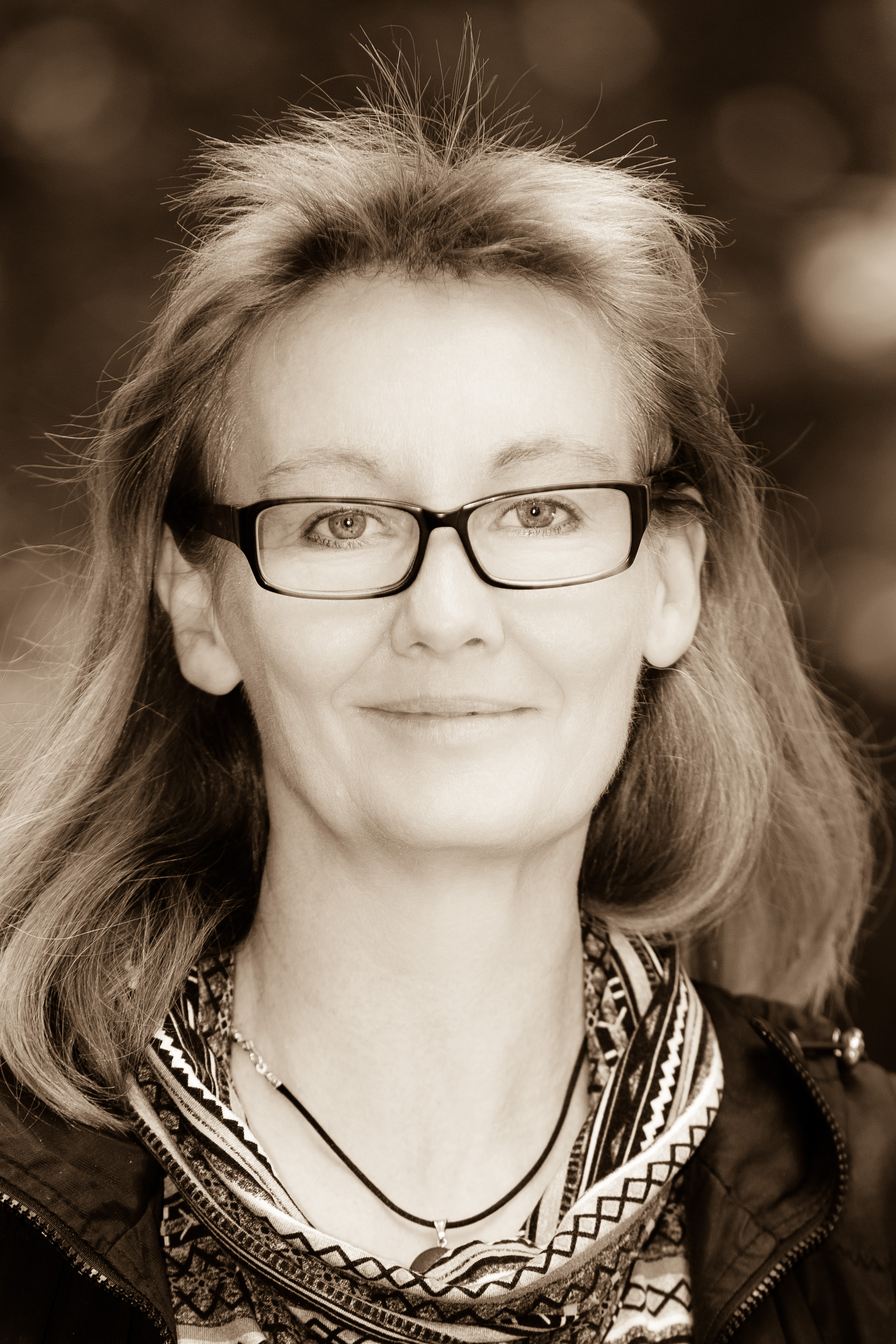
Ursel Schlicht (2015)

Ursel Schlicht (* 15. Dezember 1962 in Hamburg, Deutschland) ist eine deutsche Pianistin und Musikwissenschaftlerin mit den Schwerpunkten Jazz, Improvisation und Komposition.

## Leben und Wirken
Schlicht studierte Musik und Kunst an der Universität Kassel und promovierte 1999 bei Helmut Rösing und Peter Niklas Wilson am musikwissenschaftlichen Institut in Hamburg. Ihr Buch It’s Gotta Be Music First. Zur Bedeutung, Rezeption und Arbeitssituation von Jazzmusikerinnen erschien 2000 im Coda Verlag, Karben.
Nach ihrem Studium war Schlicht freiberuflich in Kassel tätig und arbeitete u. a. mit dem Gitarristen Hans Tammen (CD Statements), Ulli Göttes Ensemble In Process, (CDs Minimal Music, Sinfonia Graduell, Norman) und verschiedenen Jazzbigbands.
1991 organisierte Schlicht erstmals eine Begegnung mit eritreischen und deutschen Musikern; an ihren Projekten und ihrem Ensemble Ex Tempore waren Musiker aus Afghanistan, Deutschland, Eritrea, Indien, Japan, Mali, Russland und den USA beteiligt.
1994 ging Schlicht nach New York, wo sie mit zahlreichen Musikerinnen und Musikern aus der freien und experimentellen und auch der Jazzszene zusammenarbeitete.  Mit Steve Swell, Ken Filiano und Lou Grassi entstand die CD Sound Quest, mit Bruce Arnold String Theory, mit Robert Dick Photosphere, mit Reuben Radding Einstein’s Dreams und mit dem Laura Andel Orchestra die CDs Somnambulist und In:Tension.  Außerdem begleitete sie mit avantgardistisch-improvisatorischen Mitteln klassische Stummfilme, u. a. von F. W. Murnau, Fritz Lang und Lotte Reiniger.
Parallel war Schlicht kontinuierlich in Kassel musikalisch aktiv, u. a. hat sie vier Projekte in den documenta-Jahren durchgeführt:
- 1997 Ex Tempore (mit dem Archiv der deutschen Frauenbewegung)[1]
- 2002 Ex Tempore 2 (mit Jamie Baum, Gabriele Hasler, Hakim Ludin, Ravish Momin, Salamat Schiftah, Tadios Tesfu, Tomas Ulrich)
- 2007 Ex Tempore 3 (mit Jamie Baum, Thomson Kneeland, David Kuckhermann, Hakim Ludin, Ravish Momin, Vladiswar Nadishana, Salamat Schiftah, Tadios Tesfu, Tomas Ulrich)[2]
- 2012 SonicExchange. An dem 100-tägigen Projekt SonicExchange wirkten über 50 Gäste aus neun Ländern mit. Eine DVD SonicExchange erschien 2013 bei Mulatta Records.[3]

Aktuell spielt Schlicht im Hans Tammens Third Eye Orchestra und in Sarah Weavers SLM Ensemble. Außerdem hat sie in New York City ein Sextett mit Stephanie Griffin, Catherine Sikora, Josh Sinton, François Grillot und Andrew Drury, und in Deutschland ein Quintett mit Detlef Landeck, Robert Dick, Christian Ramond und Klaus Kugel.
Von 2002 bis 2013 lehrte Schlicht an der Columbia University, am Ramapo College of New Jersey und der Rutgers University in den Bereichen Gender Studies, Improvisation und Musikgeschichte. Seit Sommer 2013 lebt Ursel Schlicht wieder in Deutschland und unterrichtet Improvisation an der Universität Kassel.

## Diskographie (Auswahl)
- SonicExchange (Mulatta 2013)
- Robert Dick/Ursel Schlicht: Photosphere (Nemu 2006)
- Ursel Schlicht/Reuben Radding: Einstein’s Dreams (Konnex 2005)
- Ursel Schlicht/Bruce Arnold: String Theory (Muse-Eek 2005)
- Ursel Schlicht’s Ex Tempore: Syncretic Tales (2005)
- Ursel Schlicht/Steve Swell Quartet: Poets of the Now (CIMP 2002)
- Implicate Order: Sound Quest (CJR 2001)
- Ursel Schlicht / Hans Tammen Duo Statements (Hybrid Music Prod. 1995)

## Veröffentlichungen (Auswahl)
- Total Risk, Freedom, Discipline. Composing for Improvisers. In: John Zorn (Hrsg.): Arcana. Musicians on Music, Band 4. Hips Road/Tzadik Books, New York 2009, ISBN 978-0-9788337-8-7.
- „Lieber Jazzplatte als Lippenstift“. Better a Jazz Album Than Lipstick. The 1956 Jazz Podium Series Reveals Images of Jazz and Gender in Post-War Germany. In: Sherrie Tucker, Nichole Rustin (Hrsg.): Big Ears. Listening for Gender in Jazz Studies. Duke University Press, Durham 2008, ISBN 978-0-8223-4320-2, S. 291–319.
- „I feel my true colors began to show.“ Designing and Teaching a Course on Improvisation. In: Critical Studies in Improvisation / Études Critiques en Improvisation, Band 3, Nr. 2, 2007, ().
- Individuelle Musik auf Jazzbasis. Arbeitsbedingungen und Ausdrucksformen von Musikerinnen in Hamburg und New York. In: Wolfram Knauer (Hrsg.): Jazz und Gesellschaft. (=Darmstädter Beiträge zur Jazzforschung. Band 7). Wolke, Hofheim 2002, ISBN 3-936000-01-8, S. 135–152.
- It´s Gotta Be Music First. Zur Bedeutung, Rezeption und Arbeitssituation von Jazzmusikerinnen. Coda, Karben 2000, ISBN 978-3-00-006865-2.
- Klang-Experimente. Workshop Freiräume durch Improvisation. In: ORTSveränderungen. Perspektiven weiblicher Partizipation und Raumaneignung. Ulrike Helmer, Königstein/Taunus 1999, ISBN 978-3-89741-013-8, S. 224–229.
- „Women Cook - But Not in Kitchen.“ Frauen im Jazz. Eine kommentierte Bibliographie. In: Jazz-Institut Darmstadt (Hrsg.): Jazz-Newsletter. Heft 6, Darmstadt 1994.